# Augusto Marcacci
Augusto Marcacci (Firenze, 4 giugno 1892 – Roma, 7 dicembre 1969) è stato un attore e doppiatore italiano.

## Biografia
Compiuti gli studi in giurisprudenza, sente la vocazione d'attore e, superato un provino, debutta sulle scene come "amoroso" nella compagnia Benelliana. Dotato di una voce bellissima, suadente, e di un aspetto fisico da attor giovane, fa parte di numerose compagnie primarie, dalla Carini-Gentilli-Baghetti alla Talli-Betrone-Melato per poi recitare verso il 1922 con la sola Maria Melato. Quindi è con Alda Borelli per raggiungere anni dopo la formazione Menichelli-Migliari-Pescatori, poi Esperia Sperani, Emma Gramatica, e successivamente la Galli e Viarisio. Si distingue in quegli anni per la sua recitazione asciutta, elegante e misurata, a volte troppo, tanto da farlo apparire gelido e scostante ma aderente al ruolo come "altero principe di Metternich" ne L'Aiglon da Rostand. Fino allo scoppio della seconda guerra mondiale è uno degli attori più richiesti dal teatro di prosa.
Attivissimo anche sul grande schermo, partecipa a molti film ma solo in ruoli secondari e di supporto, quasi mai da protagonista, tranne che in La sposa dei Re (1938), facendosi comunque apprezzare per la distinzione del suo modo di recitare e della sua dizione perfetta, e per la tonalità di voce che lo fa accedere alla radio e, soprattutto, al doppiaggio. Ne diventa presto una delle colonne, prestando la voce a importanti attori statunitensi ed europei, fra cui Charles Boyer in Tovarich, Laurence Olivier in Rebecca - La prima moglie, James Stewart in L'eterna illusione e in Mr. Smith va a Washington, Alan Ladd in quasi tutti i suoi film, Alec Guinness ne Il ponte sul fiume Kwai, Clifton Webb, James Mason, Ronald Reagan, Rex Harrison, Spencer Tracy. Talvolta presta la voce anche ad attori italiani come Massimo Girotti e spessissimo per la parte recitata al tenore Beniamino Gigli.

## Filmografia

Augusto Marcacci nel film Fedora (1942)

- La signora Paradiso, regia di Enrico Guazzoni (1934)
- Luci sommerse, regia di Adelqui Migliar (1934)
- Campo di maggio, regia di Giovacchino Forzano (1935)
- Freccia d'oro, regia di Piero Ballerini e Corrado D'Errico (1935)
- Condottieri, regia di Luis Trenker (1937)
- L'orologio a cucù, regia di Camillo Mastrocinque (1938)
- Giuseppe Verdi, regia di Carmine Gallone (1938)
- La sposa dei Re, regia di Duilio Coletti (1938)
- Carmen fra i rossi, regia di Edgar Neville (1939)
- Cuori nella tormenta, regia di Carlo Campogalliani (1940)
- Incanto di mezzanotte, regia di Mario Baffico (1940)
- Melodie eterne, regia di Carmine Gallone (1940)
- La prima donna che passa, regia di Max Neufeld (1940)
- Oltre l'amore, regia di Carmine Gallone (1940)
- Giuliano de' Medici, regia di Ladislao Vajda (1941)
- La maschera di Cesare Borgia, regia di Duilio Coletti (1941)
- Primo amore, regia di Carmine Gallone (1941)
- Vertigine, regia di Guido Brignone (1942)
- Catene invisibili, regia di Mario Mattoli (1942)
- Una signora dell'Ovest, regia di Carl Koch (1942)
- Fedora, regia di Camillo Mastrocinque (1942)
- Colpi di timone, regia di Gennaro Righelli (1942)
- Dove andiamo, signora?, regia di Ernst Marischka e Gian Maria Cominetti (1942)
- Il mercante di schiave, regia di Duilio Coletti (1942)
- Una storia d'amore, regia di Mario Camerini (1942)
- Le vie del cuore, regia di Camillo Mastrocinque (1942)
- Spie fra le eliche, regia di Ignazio Ferronetti (1943)
- Enrico IV, regia di Giorgio Pàstina (1943)
- Rita da Cascia, regia di Antonio Leonviola (1943)
- Una piccola moglie, regia di Giorgio Bianchi (1943)
- Tempesta sul golfo, regia di Gennaro Righelli (1943)
- Piazza San Sepolcro, regia di Giovacchino Forzano (1943)
- La casa senza tempo, regia di Andrea Forzano (1943)
- Il mondo vuole così, regia di Giorgio Bianchi (1946)
- Il prezzo dell'onore, regia di Ferdinando Baldi (1952)

## Doppiaggio

Augusto Marcacci durante una sessione di doppiaggio nel 1951

- Alan Ladd in Il cavaliere della valle solitaria, Il grande Gatsby, La chiave di vetro, Il grande silenzio, I deportati di Botany Bay, Il marchio di sangue, Smith il taciturno, La dalia azzurra, Il fuorilegge, Le giubbe rosse del Saskatchewan, Ultimatum a Chicago, La spia del lago, La corsa della morte, I forzati del mare, Codice d'onore, La montagna dei sette falchi, Eroi nell'ombra, Corsari della terra, Calcutta, Saigon, Bagliori ad Oriente, Rivista di stelle
- Clifton Webb in Il filo del rasoio, Tre soldi nella fontana, Primo peccato, Dodici lo chiamano papà, L'uomo che non è mai esistito, Governante rubacuori, Il grattacielo tragico, Si può entrare?, Il ragazzo sul delfino, Vacanze per amanti, Mr. Belvedere suona la campana, Il signor Belvedere va in collegio, Il mondo è delle donne, Fuga d'amore, Squilli di primavera, Allegri esploratori
- Dan Duryea in Winchester '73, Angelo nero, Il prigioniero del terrore, La fine della signora Wallace, Cocaina, I quattro cavalieri dell'Oklahoma, Gli avvoltoi della strada ferrata, Colpo di fulmine, Un'altra parte della foresta, Doppio gioco, Ladri in guanti gialli
- William Powell in L'amante sconosciuta, Come sposare un milionario, La nave matta di Mister Roberts, L'oro maledetto, Crepi l'astrologo, Il signore e la sirena, Ho incontrato l'amore
- Ronald Reagan I pascoli dell'odio, La valle del sole, L'avventura impossibile, Cuore solitario, La setta dei tre K, La voce della tortora, Il collegio si diverte
- Maurice Chevalier in Arianna, Can-Can, Gigi, Olympia, Cento anni d'amore, Il silenzio è d'oro
- Ronald Colman in Le due città, Orizzonte perduto, Un evaso ha bussato alla porta, Schiavo del passato, Doppia vita, Il prigioniero di Zenda
- Alec Guinness in Il ponte sul fiume Kwai, Un monello alla corte d'Inghilterra, Asso pigliatutto, La signora omicidi, L'incredibile avventura di Mr. Holland, Whisky e gloria
- James Mason in Operazione Cicero, È nata una stella, Sgomento, I marciapiedi di New York, Settimo velo, Fuggiasco
- Osvaldo Valenti in La locandiera, Capitan Fracassa, Beatrice Cenci, Don Buonaparte, Idillio a Budapest, Enrico IV
- Ray Milland in Il delitto perfetto, I cavalieri del cielo, Figlio di ignoti, Squilli al tramonto, L'altalena di velluto rosso
- Joseph Schildkraut in Monsieur Beaucaire, Maria Antonietta, Il diario di Anna Frank, Fiamme a San Francisco, La maschera di ferro
- James Cagney in Bionda fragola, Il 13 non risponde, Il terrore dell'Ovest, Sangue sul sole
- Reginald Gardiner in Non è peccato, La Venere di Chicago, Il balio asciutto, Fra le tue braccia
- Herbert Marshall in Il favorito della grande regina, Ombre malesi, Piccole volpi, Attacco alla base spaziale U.S
- Whit Bissell in Ore disperate, Forza bruta, L'assalto al treno postale
- Vincent Price in Corruzione, L'avventuriero di New Orleans, La casa dei sette camini
- Spencer Tracy in Giorno maledetto, La febbre del petrolio, Gli avventurieri di Plymouth
- Walter Abel in L'isola della gloria, Arrivederci in Francia
- Eddie Albert in Il jolly è impazzito, Prima linea
- Dana Andrews in Boomerang - L'arma che uccide, La ribelle del Sud
- Rudy Vallée in Ritrovarsi, Gli uomini sposano le brune
- Bourvil in I miserabili, Una strana domenica
- Marlon Brando in Viva Zapata!
- Morris Carnovsky in Cyrano De Bergerac
- Charlie Chaplin in Un re a New York
- Michael Chekhov in Rapsodia
- Giorgio Costantini in La fornarina
- Jerome Cowan in Bernadette
- Richard Cromwell in I lancieri del Bengala
- Donald Curtis in Io ti salverò
- Claude Dauphin in Aprile a Parigi
- William Demarest in Uomini alla ventura
- Giulio Donnini in Incantesimo tragico (Oliva)
- Rudolf Fernau in Giungla
- Henry Fonda in Alba di gloria, Lady Eva
- Emilio Ghione Jr in Fumeria d'oppio
- Massimo Girotti in La corona di ferro
- Cary Grant in Susanna!
- John Halliday in Sogno di prigioniero
- Rex Harrison in Patrizia e il dittatore, Il fantasma e la signora Muir
- William Holden in Stringimi forte tra le tue braccia
- Van Heflin in Moloch il dio della vendetta
- Marcel Herrand in Il fiacre n. 13
- House Jameson in La città nuda
- Fredric March in L'uomo dal vestito grigio, Avorio nero
- Douglass Montgomery in E adesso pover'uomo?[1]
- Hugh O'Brian in L'autocolonna rossa
- Arthur O'Connell in Picnic
- Denis O'Dea in Le avventure del capitano Hornblower, il temerario, Idolo infranto
- Laurence Olivier in Rebecca - La prima moglie
- Walter Pidgeon in L'amico pubblico nº 1
- Otto Preminger in La parata dell'impossibile
- John Qualen in Gunpoint: terra che scotta
- Rafael Rivelles in Il peccato di Rogelia Sanchez
- Santiago Rivero in Gli italiani sono matti
- Robert Ryan in Frontiere selvagge
- Edward G. Robinson in La donna del ritratto
- Michel Simon in Tosca
- James Stewart in L'eterna illusione, Mr. Smith va a Washington
- Rodolfo Valentino in Il figlio dello sceicco
- Charles Vanel in La verità, Allegro squadrone
- Henry Wilcoxon in La signora Miniver
- John Williams in Testimone d'accusa
- Georges Wilson in Il federale
- Fernand Ledoux in Papà, mammà, la cameriera ed io..., L'amante pura
- Nino Martini in Musica per signora

### Film d'animazione
- Signor Talpa in Bambi (ed. 1948)
- Araldo 1 in Cenerentola (ed. 1967)

## Prosa radiofonica Eiar
- Musica di foglie morte, commedia di Rosso di San Secondo, trasmessa il 29 dicembre 1935
- Esmeralda, commedia di Giacinto Gallina, trasmessa il 24 gennaio 1936
- La capanna e il tuo cuore, commedia di Giuseppe Adami, regia di Aldo Silvani, trasmessa il 4 gennaio 1937
- Chiaro di luna in Olanda, commedia di Alessandro De Stefani, regia di Guglielmo Morandi, trasmessa il 2 gennaio 1939
- Giuda, tragedia di Raffaele Mastrostefano, regia di Guglielmo Morandi, trasmessa il 23 agosto 1940

## Prosa radiofonica Rai
- Un vecchio al sole, radiodramma di Massimo Dursi, regia di Mario Ferrero, trasmesso il 2 marzo 1961
- Ancora un giorno, un atto di Joseph Conrad, regia di Flaminio Bollini, trasmesso il 17 agosto 1963